# Gmina Liberty (hrabstwo Clinton, Iowa)

Położenie Gminy Liberty w hrabstwie Clinton

Gmina Liberty (ang. Liberty Township) – gmina w USA, w stanie Iowa, w hrabstwie Clinton. Według danych z 2000 roku gmina miała 374 mieszkańców, a jej powierzchnia wynosi 94 km².